# Por-Bajin
Por-Bajin (Por-Bajing, rus: Пор-Бажын, tuvinià: Пор-Бажың) és el nom d'unes ruïnes en una illa d'un llac a dalt de les muntanyes del sud de Tuvà (Federació Russa). El nom Por-Bajin es tradueix del tuvinià com "casa d'argila". Les excavacions suggereixen que va ser construït com un palau de l'imperi Uigur al segle viii, convertit a un monestir maniqueu abandonat després d'una ocupació curta, i finalment destruït per un terratrèmol i foc subsegüent. Els seus mètodes de construcció mostren que Por-Bajin va ser construït seguint la tradició arquitectònica xinesa Tang.

## Ubicació i descripció
Por-Bajin ocupa una illa petita dins Llac Tere-Khol, aproximadament a 2,300 m sobre el nivell del mar a les  muntanyes Sengelen al sud Siberia. La ubicació és 8 quilòmetres (5.0 mi) a l'oest del poble de Kungurtuk al sud-oest de la República de Tuva (Federació russa), proper a la frontera russa amb Mongòlia.
Les parets tanquen una àrea rectangular de 215 per 162 metres (705 ft × 531 ft), orientat d'est a oest i cobrint gairebé l'illa sencera. L'interior es divideix en dos grans patis, un d'edifici central, i una cadena de patis petits al llarg de les parets nord, oest i sud. Les parets occidental i oriental estan relativament ben conservades. La porta principal, amb torres està localitzada al mig de la paret oriental.

## Història de recerca i identificacions

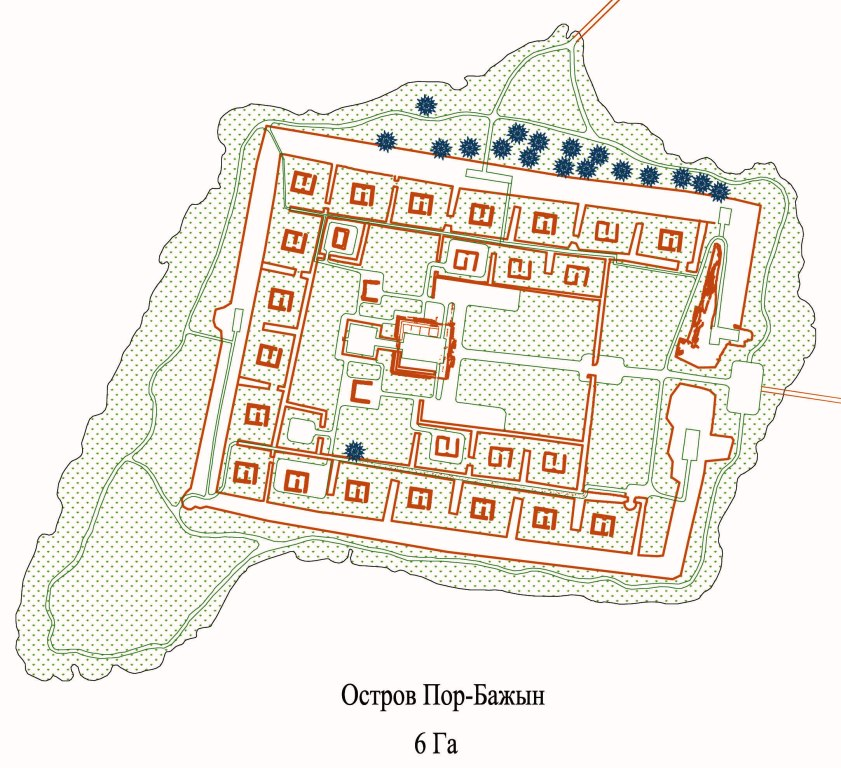
Pla del lloc (actualitzat 2007 pel Por-Bajin Fortress Foundation)

Por-Bajin és conegut des del segle xviii, i va ser explorat el 1891 per primer cop. Entre el 1957–1963, l'arqueòleg rus S.I. Vajnstejn va excavar diverses àrees del lloc. El treball de camp a gran escala va ser emprès entre el 2007 i el 2008 per la Fortress Por-Bajin Foundation, amb becaris i científics de l'Acadèmia russa de Ciències, el Museu Oriental Estatal, i la Universitat Estatal de Moscou.
Des del final del segle xix, Por-Bajin ha estat associat als Uyghurs a causa de la seva ubicació, la data del descobriment, i la semblança amb el palau de Karabalgasun, la capital dels Uigurs. Vajnstejn Va identificar Por-Bajin com a ‘palace .. at the well' construït, segons les inscriptions rúniques de la pedra de Selenga, per Khagan Moyanchur (també conegut com a Bayanchur Khan, 747-759 dC), després de la seva victòria sobre tribus locals el 750 dC. Moyanchur Va implicar a l'Uyghur Khaganate en lluites de poder intern dins de la Xina, i es va casar amb una princesa xinesa. Altres identificacions del lloc van incloure una fortalesa, un monestir, un lloc ritual, i un observatori astronòmic; aquests es troben en la literatura més vella publicada abans de la conclusió del treball de camp modern del 2008.